# Międzynarodowe mistrzostwa Polski w tenisie
Międzynarodowe mistrzostwa Polski w tenisie – organizowane w latach 1931–1985 coroczne zawody tenisowe, których celem było wyłonienie międzynarodowych mistrzów Polski w konkurencjach gry pojedynczej i podwójnej mężczyzn oraz kobiet, a podczas niektórych edycji także w grze mieszanej.

## Historia
Rozgrywki zostały po raz pierwszy zorganizowane w 1931 roku, a więc dziesięć lat po przeprowadzeniu pierwszych mistrzostw kraju dla tenisistów polskich. W rozgrywkach o międzynarodowe mistrzostwo, w odróżnieniu od mistrzostw narodowych, uczestniczyć mogli zawodnicy zagraniczni.
Druga edycja narodowych mistrzostw Polski, organizowanych w 1922 roku w Łodzi, odbyła się równolegle lub wkrótce po rozgrywkach o mistrzostwo tego miasta, a w związku z tym nie jest pewne, które konkurencje należy uznawać za właściwe mistrzostwa kraju. W turnieju brali udział tenisiści bez polskiego obywatelstwa, co budzi wątpliwości, czy nie powinno się go zaliczać do międzynarodowych mistrzostw Polski. „Przegląd Sportowy” uznawał singla i debla mężczyzn oraz singla kobiet za „międzynarodowy turniej tenisowy o mistrzostwo Polski”, natomiast Polski Związek Lawn Tenisowy uchwałą z 1925 uznał jedynie obie konkurencje gry pojedynczej za oficjalne mistrzostwa kraju.
Turniej o międzynarodowe mistrzostwo Polski nie odbył się w latach 1938, 1940–1945 oraz 1950–1957. Ostatnia edycja miała miejsce w 1985 roku.
W latach 1934–1935 i 1946–1949 nie rozgrywano debla kobiet. Zawody miksta nie były organizowane w latach 1960, 1963, 1974 oraz od 1977 aż do ostatniej edycji turnieju.
W 1965 roku o triumfie w grze mieszanej zadecydował los. Podobnie w latach 1968 i 1974 zwycięzców zawodów debla mężczyzn i kobiet wyłoniło losowanie.

## Edycje
Najczęściej, bo trzydziestokrotnie mistrzostwa gościły w Katowicach, pięć razy zawody miały miejsce w Warszawie, dwukrotnie w Bydgoszczy i Sopocie oraz jeden raz w Gdyni. Rozegrano 40 edycji. Od momentu zakończenia przerwy w przeprowdzaniu rozgrywek latach 1950–1957 wszystkie turnieje odbywały się na kortach katowickiego Baildonu.
| Edycja    | Gospodarz                  | Data                       | Korty                      |
| --------- | -------------------------- | -------------------------- | -------------------------- |
| 1931      | Warszawa                   | 8–13 września              | Legia                      |
| 1932      | Warszawa                   | 22–29 sierpnia             | Legia                      |
| 1933      | Warszawa                   | 4–11 września              | Legia                      |
| 1934      | Warszawa                   | 21–26 sierpnia             | Legia                      |
| 1935      | Warszawa                   | 19–26 sierpnia             | Legia                      |
| 1936      | Bydgoszcz                  | 26–30 sierpnia             | BKS                        |
| 1937      | Bydgoszcz                  | 23–30 sierpnia             | BKS                        |
| 1938      | mistrzostwa nie odbyły się | mistrzostwa nie odbyły się | mistrzostwa nie odbyły się |
| 1939      | Gdynia                     | 24–31 lipca                | Gdyński KT                 |
| 1940–1945 | mistrzostwa nie odbyły się | mistrzostwa nie odbyły się | mistrzostwa nie odbyły się |
| 1946      | Sopot                      | 19–25 sierpnia             | KS Odwet                   |
| 1947      | Katowice                   | 19–25 sierpnia             | Pogoń                      |
| 1948      | Katowice                   | 25–30 sierpnia             | Pogoń                      |
| 1949      | Sopot                      | 8–15 sierpnia              | Ogniwo                     |
| 1950–1957 | mistrzostwa nie odbyły się | mistrzostwa nie odbyły się | mistrzostwa nie odbyły się |
| 1958      | Katowice                   | 1–7 września               | Baildon                    |
| 1959      | Katowice                   | 1–6 września               | Baildon                    |
| 1960      | Katowice                   | 5–11 września              | Baildon                    |
| 1961      | Katowice                   | 29 sierpnia–3 września     | Baildon                    |
| 1962      | Katowice                   | 28 sierpnia–3 września     | Baildon                    |
| 1963      | Katowice                   | 27 sierpnia–1 września     | Baildon                    |
| 1964      | Katowice                   | 11–16 sierpnia             | Baildon                    |
| 1965      | Katowice                   | 17–22 sierpnia             | Baildon                    |
| 1966      | Katowice                   | 23–28 sierpnia             | Baildon                    |
| 1967      | Katowice                   | 15–20 sierpnia             | Baildon                    |
| 1968      | Katowice                   | 20–26 sierpnia             | Baildon                    |
| 1969      | Katowice                   | 19–24 sierpnia             | Baildon                    |
| 1970      | Katowice                   | 18–23 sierpnia             | Baildon                    |
| 1971      | Katowice                   | 17–22 sierpnia             | Baildon                    |
| 1972      | Katowice                   | 22–27 sierpnia             | Baildon                    |
| 1973      | Katowice                   | 27 sierpnia–2 września     | Baildon                    |
| 1974      | Katowice                   | 28 sierpnia–1 września     | Baildon                    |
| 1975      | Katowice                   | 12–17 sierpnia             | Baildon                    |
| 1976      | Katowice                   | 8–12 września              | Baildon                    |
| 1977      | Katowice                   | 18–21 sierpnia             | Baildon                    |
| 1978      | Katowice                   | 22–27 sierpnia             | Baildon                    |
| 1979      | Katowice                   | 21–26 sierpnia             | Baildon                    |
| 1980      | Katowice                   | 19–24 sierpnia             | Baildon                    |
| 1981      | Katowice                   | 18–23 sierpnia             | Baildon                    |
| 1982      | Katowice                   | 24–29 sierpnia             | Baildon                    |
| 1983      | Katowice                   | 23–28 sierpnia             | Baildon                    |
| 1984      | Katowice                   | 20–26 sierpnia             | Baildon                    |
| 1985      | Katowice                   | 20–25 sierpnia             | Baildon                    |

## Zwycięzcy
Poniższa lista stanowi zestawienie międzynarodowych mistrzów Polski. Zaznaczono przynależność państwową dla tenisistów nie reprezentujących Polski.
| Rok       | Gra pojedyncza mężczyzn    | Gra pojedyncza kobiet      | Gra podwójna mężczyzn                 | Gra podwójna kobiet                     | Gra mieszana                             |
| --------- | -------------------------- | -------------------------- | ------------------------------------- | --------------------------------------- | ---------------------------------------- |
| 1931      | Benny Berthet              | Jadwiga Jędrzejowska       | Jerzy Stolarow Maksymilian Stolarow   | Rosie Berthet Greta Deutschová          | Jadwiga Jędrzejowska Ignacy Tłoczyński   |
| 1932      | Józef Hebda                | Jadwiga Jędrzejowska       | Pierre Grandguillot Jerzy Stolarow    | Jadwiga Jędrzejowska Gertruda Volkmer   | Jadwiga Jędrzejowska Ignacy Tłoczyński   |
| 1933      | Ladislav Hecht             | Jadwiga Jędrzejowska       | Adam Baworowski Pat Hughes            | Wanda Dubieńska Jadwiga Jędrzejowska    | Jadwiga Jędrzejowska Ignacy Tłoczyński   |
| 1934      | Ignacy Tłoczyński          | Marie-Louise Horn          | Hermann Artens Georg von Metaxa       | Nie rozegrano                           | Jadwiga Jędrzejowska Ignacy Tłoczyński   |
| 1935      | Pat Hughes                 | Jadwiga Jędrzejowska       | Pat Hughes Richard Planner            | Nie rozegrano                           | Jadwiga Jędrzejowska Ignacy Tłoczyński   |
| 1936      | Kazimierz Tarłowski        | Jadwiga Jędrzejowska       | Józef Hebda Ignacy Tłoczyński         | Jadwiga Jędrzejowska Gertruda Volkmer   | Jadwiga Jędrzejowska Józef Hebda         |
| 1937      | Józef Hebda                | Hella Kovač                | Adam Baworowski Hans Redl             | Hella Kovač Zofia Siodówna              | Hella Kovač Hans Redl                    |
| 1938      | Mistrzostwa nie odbyły się | Mistrzostwa nie odbyły się | Mistrzostwa nie odbyły się            | Mistrzostwa nie odbyły się              | Mistrzostwa nie odbyły się               |
| 1939      | Józef Hebda                | Jadwiga Jędrzejowska       | Józef Hebda Czesław Spychała          | Adela Bemówna Jadwiga Jędrzejowska      | Jadwiga Jędrzejowska Ignacy Tłoczyński   |
| 1940–1945 | Mistrzostwa nie odbyły się | Mistrzostwa nie odbyły się | Mistrzostwa nie odbyły się            | Mistrzostwa nie odbyły się              | Mistrzostwa nie odbyły się               |
| 1946      | Władysław Skonecki         | Maria Rudowska             | Zbigniew Bełdowski Józef Hebda        | Nie rozegrano                           | Helena Szeraucówna Władysław Skonecki    |
| 1947      | Ottó Szigeti               | Jadwiga Jędrzejowska       | Ján Krajčík Ján Smolinský             | Nie rozegrano                           | Jadwiga Jędrzejowska Józef Hebda         |
| 1948      | Władysław Skonecki         | Jadwiga Jędrzejowska       | Władysław Skonecki Ferdinand Vrba     | Nie rozegrano                           | Jadwiga Jędrzejowska Władysław Skonecki  |
| 1949      | Władysław Skonecki         | Jadwiga Jędrzejowska       | Władysław Skonecki Ksawery Tłoczyński | Nie rozegrano                           | Jadwiga Jędrzejowska Władysław Skonecki  |
| 1950–1957 | Mistrzostwa nie odbyły się | Mistrzostwa nie odbyły się | Mistrzostwa nie odbyły się            | Mistrzostwa nie odbyły się              | Mistrzostwa nie odbyły się               |
| 1958      | Jan-Erik Lundqvist         | Vera Pužejová              | Jiří Javorský Władysław Skonecki      | Jadwiga Jędrzejowska Vera Pužejová      | Vera Pužejová Jiří Javorský              |
| 1959      | Gérard Pilet               | Walerija Kuzmienko         | Michaił Mozier Rudolf Siwochin        | Walerija Kuzmienko Patricia Ward        | Patricia Ward Gerald Oakley              |
| 1960      | Wiesław Gąsiorek           | Anna Purková               | Alan Mills Roger Taylor               | Eva Johannes Pat Stewart                | Nie rozegrano                            |
| 1961      | István Gulyás              | Zsuzsa Körmöczy            | Jiří Javorský Władysław Skonecki      | Jadwiga Jędrzejowska Elizabeth Starkie  | Elizabeth Starkie Robin Sanders          |
| 1962      | István Gulyás              | Hella Vahley               | István Gulyás Ion Țiriac              | Jill Mills Caroline Yates-Bell          | Jill Mills Alan Mills                    |
| 1963      | Ion Țiriac                 | Olga Lendlová              | Milan Nečas Karol Šafařik             | Olga Lendlová Anna Purková              | Nie rozegrano                            |
| 1964      | István Gulyás              | Hella Vahley               | István Gulyás András Szikszay         | Jadwiga Jędrzejowska Krystyna Żmijanka  | Jadwiga Jędrzejowska Jean-Claude Barclay |
| 1965      | István Gulyás              | Judy Tegart                | Dick Dell Alan Fox                    | Rita Bentley Judy Tegart                | Judy Tegart Alan Fox                     |
| 1966      | Wiesław Gąsiorek           | Judy Tegart                | Tadeusz Nowicki Wielisław Nowicki     | Janine Lieffrig Judy Tegart             | Tiju Kiwi Peeter Lamp                    |
| 1967      | Wiesław Gąsiorek           | Alena Palmeová             | Milan Holeček Jan Kukal               | Barbara Olszowska Danuta Wieczorek      | Krystyna Żmijanka Wiesław Gąsiorek       |
| 1968      | Wiesław Gąsiorek           | Judith Dibar               | John Alexander Phil Dent              | Brigitte Hoffmann Hella Riede-Vahley    | Danuta Wieczorek Phil Dent               |
| 1969      | Toomas Lejus               | Jane Bartkowicz            | Bronisław Lewandowski Tadeusz Nowicki | Tiju Kiwi Aita Kree                     | Tiju Kiwi Toomas Lejus                   |
| 1970      | Tadeusz Nowicki            | Odile de Roubin            | Pavel Brejcha Milan Holeček           | Judith Dibar Danuta Wieczorek           | Danuta Wieczorek Ants Juhwelt            |
| 1971      | Aleksandre Metreweli       | Olga Morozowa              | Wiesław Gąsiorek Tadeusz Nowicki      | Jewgienija Biriukowa Olga Morozowa      | Olga Morozowa Aleksandre Metreweli       |
| 1972      | Jan Písecký                | Barbara Kral               | Jacek Niedźwiedzki Tadeusz Nowicki    | Tiju Paarmas Lidia Sinkiewicz           | Tiju Paarmas Toomas Lejus                |
| 1973      | Tadeusz Nowicki            | Barbara Kral               | Jacek Niedźwiedzki Tadeusz Nowicki    | Barbara Kral Barbara Włochowicz         | Danuta Wieczorek Jerzy Sonsalla          |
| 1974      | Géza Varga                 | Barbara Kral               | Jan Písecký Pavel Ševčik              | Barbara Kral Barbara Włochowicz         | Nie rozegrano                            |
| 1975      | Tadeusz Nowicki            | Lidia Sinkiewicz           | János Benyik Róbert Machán            | Tiju Paarmas Lidia Sinkiewicz           | Danuta Wieczorek Jerzy Sonsalla          |
| 1976      | Pavel Ševčik               | Barbara Olsza              | Thomas Arnold Thomas Emmrich          | Barbara Olsza Barbara Włochowicz        | Barbara Olsza Thomas Emmrich             |
| 1977      | Tadeusz Nowicki            | Danuta Szwaj               | Henryk Drzymalski Tadeusz Nowicki     | Libuše Kuželová Kateřina Skronská       | Nie rozegrano                            |
| 1978      | Thomas Emmrich             | Jelena Granaturowa         | Wadim Borisow Thomas Emmrich          | Marina Czuwyrina Jelena Granaturowa     | Nie rozegrano                            |
| 1979      | Wadim Borisow              | Jelena Granaturowa         | Jiří Mažik Jan Simbera                | Barbara Olsza Danuta Szwaj              | Nie rozegrano                            |
| 1980      | Henryk Drzymalski          | Marina Kroszyna            | Thomas Arnold Thomas Emmrich          | Galina Bakszejewa Marina Kroszyna       | Nie rozegrano                            |
| 1981      | Henryk Drzymalski          | Marina Kroszyna            | Henryk Drzymalski Tadeusz Nowicki     | Galina Bakszejewa Marina Kroszyna       | Nie rozegrano                            |
| 1982      | Thomas Emmrich             | Wanda Diłaj                | Dalibor David Jiří Mažik              | Marina Ryšlingová Kateřina Scheingutová | Nie rozegrano                            |
| 1983      | Thomas Emmrich             | Hana Macháčková            | Dalibor David Thomas Emmrich          | Dorota Dziekońska Danuta Szwaj          | Nie rozegrano                            |
| 1984      | Aleksandr Zwieriew         | Jelena Jelisiejenko        | Wadim Borisow Konstantin Pugajew      | Jelena Jelisiejenko Julija Salnikowa    | Nie rozegrano                            |
| 1985      | Thomas Emmrich             | Małgorzata Żydek           | Thomas Emmrich Tomasz Maliszewski     | Monika Waniek Ewa Żerdecka              | Nie rozegrano                            |

## Mecze finałowe

### Gra pojedyncza mężczyzn
| Rok       | Zwycięzca                  | Finalista                  | Wynik                      |
| --------- | -------------------------- | -------------------------- | -------------------------- |
| 1931      | Benny Berthet              | Ignacy Tłoczyński          | 4:6, 6:3, 6:4, 9:11, 9:7   |
| 1932      | Józef Hebda                | Ignacy Tłoczyński          | 1:6, 6:4, 6:4, 4:6, 6:4    |
| 1933      | Ladislav Hecht             | Franz Wilhelm Matejka      | 6:2, 6:2, 6:3              |
| 1934      | Ignacy Tłoczyński          | Józef Hebda                | 6:2, 7:9, 6:4, 6:2         |
| 1935      | Pat Hughes                 | Kazimierz Tarłowski        | 9:7, 4:6, 3:6, 6:4, 6:1    |
| 1936      | Kazimierz Tarłowski        | Józef Hebda                | 6:1, 6:0, 6:2              |
| 1937      | Józef Hebda                | Ignacy Tłoczyński          | 6:3, 6:2, krecz            |
| 1938      | mistrzostwa nie odbyły się | mistrzostwa nie odbyły się | mistrzostwa nie odbyły się |
| 1939      | Józef Hebda                | Ignacy Tłoczyński          | 6:2, 1:6, 9:7, 6:3         |
| 1940–1945 | mistrzostwa nie odbyły się | mistrzostwa nie odbyły się | mistrzostwa nie odbyły się |
| 1946      | Władysław Skonecki         | Józef Hebda                | 6:4, 1:6, 7:9, 6:4, 6:1    |
| 1947      | Ottó Szigeti               | Ján Smolinský              | 6:4, 1:6, 9:7, 6:2         |
| 1948      | Władysław Skonecki         | Vladimír Zábrodský         | 6:3, 6:3, 6:1              |
| 1949      | Władysław Skonecki         | Ján Krajčík                | 6:0, 8:6, 7:5              |
| 1950–1957 | mistrzostwa nie odbyły się | mistrzostwa nie odbyły się | mistrzostwa nie odbyły się |
| 1958      | Jan-Erik Lundqvist         | Jiří Javorský              | 6:3, 7:5, 1:6, 6:3         |
| 1959      | Gérard Pilet               | Siergiej Andriejew         | 6:3, 6:1, 6:3              |
| 1960      | Wiesław Gąsiorek           | Józef Piątek               | 6:3, 1:6, 3:6, 6:2, 7:5    |
| 1961      | István Gulyás              | Jiří Javorský              | 6:3, 1:6, 6:4, 6:2         |
| 1962      | István Gulyás              | Keith Diepraam             | 6:3, 6:2, 6:1              |
| 1963      | Ion Țiriac                 | Wiesław Gąsiorek           | 6:3, 9:7, 4:6, 6:4         |
| 1964      | István Gulyás              | Wiesław Gąsiorek           | 4:6, 6:2, 2:6, 6:1, 6:0,   |
| 1965      | István Gulyás              | Alan Fox                   | 3:6, 10:8, 3:6, 10:8, 6:3  |
| 1966      | Wiesław Gąsiorek           | Péter Szőke                | 6:0, 6:4, 6:2              |
| 1967      | Wiesław Gąsiorek           | Mieczysław Rybarczyk       | 6:3, 6:2, 6:3              |
| 1968      | Wiesław Gąsiorek           | Siergiej Lichaczow         | 7:5, 6:1, 6:3              |
| 1969      | Toomas Lejus               | Wiesław Gąsiorek           | 6:0, 4:6, 7:5, 6:2         |
| 1970      | Tadeusz Nowicki            | Hendrik Sepp               | 6:1, 6:3, 6:1              |
| 1971      | Aleksandre Metreweli       | Toomas Lejus               | 6:3, 6:2, 6:3              |
| 1972      | Jan Písecký                | Wiesław Gąsiorek           | 2:6, 1:6, 8:6, 6:2, 11:9   |
| 1973      | Tadeusz Nowicki            | Wiaczesław Jegorow         | 6:2, 6:1, 6:1              |
| 1974      | Géza Varga                 | Tadeusz Nowicki            | 10:8, 6:4                  |
| 1975      | Tadeusz Nowicki            | János Benyik               | 0:6, 6:3, 6:1, 6:4         |
| 1976      | Pavel Ševčik               | Pavel Složil               | walkower                   |
| 1977      | Tadeusz Nowicki            | Henryk Drzymalski          | 6:4, 7:5, 3:0 krecz        |
| 1978      | Thomas Emmrich             | Wadim Borisow              | 4:6, 6:7, 6:4, 7:5, 6:2    |
| 1979      | Wadim Borisow              | Tadeusz Nowicki            | 6:4, 7:5, 6:4              |
| 1980      | Henryk Drzymalski          | Ilia Gruzman               | 6:0, 6:3, 4:6, 6:4         |
| 1981      | Henryk Drzymalski          | František Polyak           | 7:6, 6:2                   |
| 1982      | Thomas Emmrich             | Henryk Drzymalski          | 6:4, 5:7, 2:6, 7:6, 6:0    |
| 1983      | Thomas Emmrich             | Waldemar Rogowski          | 6:1, 6:2, 3:6, 6:2         |
| 1984      | Aleksandr Zwieriew         | Wadim Borisow              | 6:2, 7:6, 6:3              |
| 1985      | Thomas Emmrich             | Lech Bieńkowski            | 6:1, 6:3, 6:2              |

### Gra pojedyncza kobiet
| Rok       | Zwyciężczyni               | Finalistka                 | Wynik                      |
| --------- | -------------------------- | -------------------------- | -------------------------- |
| 1931      | Jadwiga Jędrzejowska       | Greta Deutschová           | 6:0, 6:1                   |
| 1932      | Jadwiga Jędrzejowska       | Gertruda Volkmer           | 6:2, 6:2                   |
| 1933      | Jadwiga Jędrzejowska       | Lola Merthautová           | 6:2, 6:4                   |
| 1934      | Marie-Louise Horn          | Jadwiga Jędrzejowska       | 5:7, 6:3, 6:0              |
| 1935      | Jadwiga Jędrzejowska       | Margarethe Käppel          | 8:6, 6:2                   |
| 1936      | Jadwiga Jędrzejowska       | Margarethe Käppel          | 6:3, 6:3                   |
| 1937      | Hella Kovač                | Dagmar Schliff             | 6:1, 6:1                   |
| 1938      | mistrzostwa nie odbyły się | mistrzostwa nie odbyły się | mistrzostwa nie odbyły się |
| 1939      | Jadwiga Jędrzejowska       | Hella Kovač                | 3:6, 6:3, 6:3              |
| 1940–1945 | mistrzostwa nie odbyły się | mistrzostwa nie odbyły się | mistrzostwa nie odbyły się |
| 1946      | Maria Rudowska             | Bronisława Jaśkowiak       | 6:3, 6:1                   |
| 1947      | Jadwiga Jędrzejowska       | Olga Mišková               | 6:1, 6:3                   |
| 1948      | Jadwiga Jędrzejowska       | Olga Mišková               | walkower                   |
| 1949      | Jadwiga Jędrzejowska       | Olga Mišková               | 2:6, 6:1, 6:0              |
| 1950–1957 | mistrzostwa nie odbyły się | mistrzostwa nie odbyły się | mistrzostwa nie odbyły się |
| 1958      | Vera Pužejová              | Jadwiga Jędrzejowska       | 8:6, 6:2                   |
| 1959      | Walerija Kuzmienko         | Jadwiga Jędrzejowska       | 5:7, 6:2, 6:2              |
| 1960      | Anna Purková               | Jiřina Elgrová             | 6:1, 4:6, 6:4              |
| 1961      | Zsuzsa Körmöczy            | Elizabeth Starkie          | 6:2, 6:3                   |
| 1962      | Hella Vahley               | Anna Purková               | 6:2, 6:2                   |
| 1963      | Olga Lendlová              | Eva Johannes               | 6:2, 6:3                   |
| 1964      | Hella Vahley               | Danuta Rylska              | 6:0, 6:2                   |
| 1965      | Judy Tegart                | Jacqueline Rees-Lewis      | 6:3, 7:5                   |
| 1966      | Judy Tegart                | Tilu Simson-Soome          | 6:4, 15:13                 |
| 1967      | Alena Palmeová             | Danuta Wieczorek           | 6:1, 6:1                   |
| 1968      | Judith Dibar               | Barbara Kral               | 6:3, 6:1                   |
| 1969      | Jane Bartkowicz            | Danuta Wieczorek           | 6:3, 6:3                   |
| 1970      | Odile de Roubin            | Judith Dibar               | 7:5, 4:6, 6:4              |
| 1971      | Olga Morozowa              | Jewgienija Biriukowa       | 6:3, 6:1                   |
| 1972      | Barbara Kral               | Jitka Volavková            | 6:1, 6:2                   |
| 1973      | Barbara Kral               | Danuta Wieczorek           | 6:3, 6:4                   |
| 1974      | Barbara Kral               | Danuta Wieczorek           | 3:6, 6:4, 6:3              |
| 1975      | Lidia Sinkiewicz           | Danuta Wieczorek           | 6:0, 6:2                   |
| 1976      | Barbara Olsza              | Barbara Włochowicz         | 6:2, 6:4                   |
| 1977      | Danuta Szwaj               | Libuše Kuželová            | 6:3, 6:1                   |
| 1978      | Jelena Granaturowa         | Danuta Szwaj               | 2:6, 6:1, 6:3              |
| 1979      | Jelena Granaturowa         | Marina Kroszyna            | 6:1, 2:6, 6:3              |
| 1980      | Marina Kroszyna            | Galina Bakszejewa          | 6:1, 6:3                   |
| 1981      | Marina Kroszyna            | Galina Bakszejewa          | 6:4, 6:2                   |
| 1982      | Wanda Diłaj                | Miroslava Bendlová         | 6:2, 6:3                   |
| 1983      | Hana Macháčková            | Dorota Dziekońska          | 6:3, 6:0                   |
| 1984      | Jelena Jelisiejenko        | Wiktorija Milwidskaja      | 6:0, 6:4                   |
| 1985      | Małgorzata Żydek           | Grit Schneider             | 6:2, 7:6                   |

### Gra podwójna mężczyzn
| Rok       | Zwycięzcy                             | Finaliści                                 | Wynik                      |
| --------- | ------------------------------------- | ----------------------------------------- | -------------------------- |
| 1931      | Jerzy Stolarow Maksymilian Stolarow   | Wilhelm Brosch Hermann Eiffermann         | 10:8, 6:1, 6:2             |
| 1932      | Pierre Grandguillot Jerzy Stolarow    | László Klein Roderich Menzel              | 7:5, 2:6, 6:3, 4:6, 6:4    |
| 1933      | Adam Baworowski Pat Hughes            | Franz Wilhelm Matejka Georg von Metaxa    | 9:7, 6:4, 2:6, 6:4         |
| 1934      | Hermann Artens Georg von Metaxa       | Lazaros Stalios Jerzy Stolarow            | 6:2, 6:2, 6:4              |
| 1935      | Pat Hughes Richard Planner            | Józef Hebda Ludomir Popławski             | 4:6, 6:3, 9:7, 6:3         |
| 1936      | Józef Hebda Ignacy Tłoczyński         | Walenty Bratek Kazimierz Tarłowski        | 2:6, 6:3, 6:0, 7:5         |
| 1937      | Adam Baworowski Hans Redl             | Siegfried Händewerk Kay Lund              | 2:6, 6:1, 6:2, 6:8, 6:2    |
| 1938      | mistrzostwa nie odbyły się            | mistrzostwa nie odbyły się                | mistrzostwa nie odbyły się |
| 1939      | Józef Hebda Czesław Spychała          | Adam Baworowski Ignacy Tłoczyński         | 7:5, 3:6, 6:0, 6:2         |
| 1940–1945 | mistrzostwa nie odbyły się            | mistrzostwa nie odbyły się                | mistrzostwa nie odbyły się |
| 1946      | Zbigniew Bełdowski Józef Hebda        | Włodzimierz Olejniszyn Władysław Skonecki | 6:2, 6:2, 6:3              |
| 1947      | Ján Krajčík Ján Smolinský             | Leon Kończak Ferdinand Vrba               | 6:4, 3:6, 7:5, 2:6, 6:3    |
| 1948      | Władysław Skonecki Ferdinand Vrba     | Jan Dostál Vladimír Zábrodský             | 6:2, 6:2, 2:6, 6:3         |
| 1949      | Władysław Skonecki Ksawery Tłoczyński | Włodzimierz Olejniszyn Józef Piątek       | 6:4, 7:5, 6:2              |
| 1950–1957 | mistrzostwa nie odbyły się            | mistrzostwa nie odbyły się                | mistrzostwa nie odbyły się |
| 1958      | Jiří Javorský Władysław Skonecki      | Francisco Contreras Mario Llamas          | 3:6, 6:3, 6:4, 4:6, 6:4    |
| 1959      | Michaił Mozier Rudolf Siwochin        | Jean-Claude Molinari Gérard Pilet         | 6:4, 6:4, 5:7, 6:3         |
| 1960      | Alan Mills Roger Taylor               | Wiesław Gąsiorek Józef Piątek             | 6:2, 6:2                   |
| 1961      | Jiří Javorský Władysław Skonecki      | Warren Jacques Martin Mulligan            | 7:5, 7:5, 6:4              |
| 1962      | István Gulyás Ion Țiriac              | Michael Hann Alan Mills                   | 6:2, 6:2, 6:4              |
| 1963      | Milan Nečas Karol Šafařik             | Jack Frost William Hoogs                  | 6:4, 1:6, 4:6, 8:6, 6:2    |
| 1964      | István Gulyás András Szikszay         | Wielisław Nowicki Władysław Skonecki      | 13:11, 6:4, 6:1            |
| 1965      | Dick Dell Alan Fox                    | István Gulyás András Szikszay             | 6:3, 6:3                   |
| 1966      | Tadeusz Nowicki Wielisław Nowicki     | Jak Parmas Jak Simson                     | 6:1, 3:6, 7:5              |
| 1967      | Milan Holeček Jan Kukal               | Gheorghe Boaghe Petre Marmureanu          | walkower                   |
| 1968      | John Alexander Phil Dent              | Ray Keldie Siergiej Lichaczow             | [ c ]                      |
| 1969      | Bronisław Lewandowski Tadeusz Nowicki | Ants Juhwelt Toomas Lejus                 | 6:2, 6:3, 2:6, 6:4         |
| 1970      | Pavel Brejcha Milan Holeček           | Tadeusz Nowicki Mieczysław Rybarczyk      | walkower                   |
| 1971      | Wiesław Gąsiorek Tadeusz Nowicki      | Siergiej Lichaczow Aleksandre Metreweli   | 6:3, 8:10, 6:2, 4:6, 6:2   |
| 1972      | Jacek Niedźwiedzki Tadeusz Nowicki    | Szabolcs Baranyi János Benyik             | 6:2, 2:6, 8:6, 6:0         |
| 1973      | Jacek Niedźwiedzki Tadeusz Nowicki    | Jan Bedan Jan Kukal                       | 6:2, 6:2, 6:0              |
| 1974      | Jan Písecký Pavel Ševčik              | Jacek Niedźwiedzki Tadeusz Nowicki        | [ c ]                      |
| 1975      | János Benyik Róbert Machán            | Wiesław Gąsiorek Jacek Niedźwiedzki       | 6:3, 6:2                   |
| 1976      | Thomas Arnold Thomas Emmrich          | Henryk Drzymalski Tadeusz Nowicki         | 7:6, 4:6, 6:3, 2:6, 6:3    |
| 1977      | Henryk Drzymalski Tadeusz Nowicki     | Jewgienij Bobojedow Władimir Korotkow     | 6:7, 7:5, 7:6              |
| 1978      | Wadim Borisow Thomas Emmrich          | Henryk Drzymalski Tadeusz Nowicki         | 6:4, 6:4                   |
| 1979      | Jiří Mažik Jan Simbera                | Henryk Drzymalski Tadeusz Nowicki         | 7:5, 6:2                   |
| 1980      | Thomas Arnold Thomas Emmrich          | Henryk Drzymalski Tadeusz Nowicki         | 7:5, 3:6, 6:3              |
| 1981      | Henryk Drzymalski Tadeusz Nowicki     | Dalibor David Jiří Mažik                  | 1:6, 7:5, 6:1              |
| 1982      | Dalibor David Jiří Mažik              | Jaroslav Čech Jiři John                   | 2:6, 6:3, 6:1              |
| 1983      | Dalibor David Thomas Emmrich          | Oliver Karlik František Polyak            | 7:5, 6:4                   |
| 1984      | Wadim Borisow Konstantin Pugajew      | Siergiej Leoniuk Aleksandr Zwieriew       | 6:3, 3:6, 7:5              |
| 1985      | Thomas Emmrich Tomasz Maliszewski     | Lech Bieńkowski Wojciech Jamroz           | 6:1, 6:0                   |

### Gra podwójna kobiet
| Rok       | Zwyciężczynie                           | Finalistki                             | Wynik                      |
| --------- | --------------------------------------- | -------------------------------------- | -------------------------- |
| 1931      | Rosie Berthet Greta Deutschová          | Jadwiga Jędrzejowska Ada Pozowska      | 6:3, 1:6, 8:6              |
| 1932      | Jadwiga Jędrzejowska Gertruda Volkmer   | Marion Crammer Lotte Ertlová           | 3:6, 7:5, 6:1              |
| 1933      | Wanda Dubieńska Jadwiga Jędrzejowska    | Elżbieta Stephan Gertruda Volkmer      | 4:6, 6:4, 6:4              |
| 1934–1935 | nie rozegrano                           | nie rozegrano                          | nie rozegrano              |
| 1936      | Jadwiga Jędrzejowska Gertruda Volkmer   | Zofia Jędrzejowska Margarethe Käppel   | 6:0, 6:3                   |
| 1937      | Hella Kovač Zofia Siodówna              | Zofia Jędrzejowska Elżbieta Lilpop     | 4:6, 6:2, 6:2              |
| 1938      | mistrzostwa nie odbyły się              | mistrzostwa nie odbyły się             | mistrzostwa nie odbyły się |
| 1939      | Adela Bemówna Jadwiga Jędrzejowska      | Maria Gajdzianka Hella Kovač           | 6:2, 6:2                   |
| 1940–1945 | mistrzostwa nie odbyły się              | mistrzostwa nie odbyły się             | mistrzostwa nie odbyły się |
| 1946–1949 | nie rozegrano                           | nie rozegrano                          | nie rozegrano              |
| 1950–1957 | mistrzostwa nie odbyły się              | mistrzostwa nie odbyły się             | mistrzostwa nie odbyły się |
| 1958      | Jadwiga Jędrzejowska Vera Pužejová      | Klára Bardóczy Zsófia Broszmann        | 6:2, 6:0                   |
| 1959      | Walerija Kuzmienko Patricia Ward        | Eva Johannes Inge Schultz              | 6:3, 6:4                   |
| 1960      | Eva Johannes Pat Stewart                | Jadwiga Jędrzejowska Danuta Rylska     | 6:4, 6:4                   |
| 1961      | Jadwiga Jędrzejowska Elizabeth Starkie  | Olga Lendlová Anna Purková             | 7:5, 6:4                   |
| 1962      | Jill Mills Caroline Yates-Bell          | Olga Lendlová Anna Purková             | 6:3, 6:1                   |
| 1963      | Olga Lendlová Anna Purková              | Eva Johannes Hella Vahley              | 6:4, 6:3                   |
| 1964      | Jadwiga Jędrzejowska Krystyna Żmijanka  | Monika Hassmann Andrea Winkler         | 6:3, 6:4                   |
| 1965      | Rita Bentley Judy Tegart                | Mariana Ciogolea Jacqueline Rees-Lewis | 6:4, 6:4                   |
| 1966      | Janine Lieffrig Judy Tegart             | Danuta Calińska Danuta Wieczorek       | 6:4, 6:3                   |
| 1967      | Barbara Olszowska Danuta Wieczorek      | Olga Lendlová Anna Purková             | 6:1, 3:6, 7:5              |
| 1968      | Brigitte Hoffmann Hella Riede-Vahley    | Barbara Kral Alina Zdun                | [ c ]                      |
| 1969      | Tiju Kiwi Aita Kree                     | Blanka Politzerová Danuta Wieczorek    | 6:1, 6:1                   |
| 1970      | Judith Dibar Danuta Wieczorek           | Odile de Roubin Aita Kree              | 8:6, 6:4                   |
| 1971      | Jewgienija Biriukowa Olga Morozowa      | Odile de Roubin Christina Lindström    | 4:6, 6:4, 6:0              |
| 1972      | Tiju Paarmas Lidia Sinkiewicz           | Erzsébet Széll Jitka Volaková          | 6:3, 6:3                   |
| 1973      | Barbara Kral Barbara Włochowicz         | Jelena Granaturowa Beatrix Klein       | 7:5, 6:4                   |
| 1974      | Barbara Kral Barbara Włochowicz         | Tiju Parmas Lidia Sinkiewicz           | [ c ]                      |
| 1975      | Tiju Paarmas Lidia Sinkiewicz           | Barbara Kral Barbara Włochowicz        | 2:6, 6:4, 7:6              |
| 1976      | Barbara Olsza Barbara Włochowicz        | Blanka Gromwellová Jindrová            | 6:1, 6:1                   |
| 1977      | Libuše Kuželová Kateřina Skronská       | Brigitte Hoffmann Christine Schulz     | 6:1, 7:6                   |
| 1978      | Marina Czuwyrina Jelena Granaturowa     | Barbara Olsza Danuta Szwaj             | 2:6, 6:4, 6:1              |
| 1979      | Barbara Olsza Danuta Szwaj              | Eva Ptačková Blanca Rohličková         | 6:0, 7:5                   |
| 1980      | Galina Bakszejewa Marina Kroszyna       | Dorota Dziekońska Iwona Kuczyńska      | 6:3, 6:1                   |
| 1981      | Galina Bakszejewa Marina Kroszyna       | Tatjana Bielenina Marzenna Sieracka    | 6:4, 6:4                   |
| 1982      | Marina Ryšlingová Kateřina Scheingutová | Miroslava Bendlová Irina Stetková      | walkower                   |
| 1983      | Dorota Dziekońska Danuta Szwaj          | Veronika Koksová Hana Macháčková       | 6:2, 5:7, 7:5              |
| 1984      | Jelena Jelisiejenko Julija Salnikowa    | Éva Rózsavölgyi Judit Budai            | 6:3, 6:1                   |
| 1985      | Monika Waniek Ewa Żerdecka              | Hanna Listowska Beata Niedziałek       | 6:1, 6:2                   |

### Gra mieszana
| Rok       | Zwycięzcy                                | Finaliści                               | Wynik                      |
| --------- | ---------------------------------------- | --------------------------------------- | -------------------------- |
| 1931      | Jadwiga Jędrzejowska Ignacy Tłoczyński   | Rosie Berthet Benny Berthet             | 5:7, 6:3, 7:5              |
| 1932      | Jadwiga Jędrzejowska Ignacy Tłoczyński   | Gertruda Volkmer Józef Hebda            | 6:3, 7:5                   |
| 1933      | Jadwiga Jędrzejowska Ignacy Tłoczyński   | Gertruda Volkmer Józef Hebda            | walkower                   |
| 1934      | Jadwiga Jędrzejowska Ignacy Tłoczyński   | Rosl Kraus Hermann Artens               | 6:4, 6:4                   |
| 1935      | Jadwiga Jędrzejowska Ignacy Tłoczyński   | Marion Crammer Richard Planner          | 6:4, 6:1                   |
| 1936      | Jadwiga Jędrzejowska Józef Hebda         | Margarethe Käppel Hans Denker           | 6:2, 6:1                   |
| 1937      | Hella Kovač Hans Redl                    | Zofia Siodówna Adam Baworowski          | 6:4, 7:5                   |
| 1938      | mistrzostwa nie odbyły się               | mistrzostwa nie odbyły się              | mistrzostwa nie odbyły się |
| 1939      | Jadwiga Jędrzejowska Ignacy Tłoczyński   | Hella Kovač Józef Hebda                 | 6:1, 6:3                   |
| 1940–1945 | mistrzostwa nie odbyły się               | mistrzostwa nie odbyły się              | mistrzostwa nie odbyły się |
| 1946      | Helena Szeraucówna Władysław Skonecki    | Maria Rudowska Leon Kończak             | 7:5, 0:6, 7:5              |
| 1947      | Jadwiga Jędrzejowska Józef Hebda         | Olga Mišková Władysław Skonecki         | 6:3, 6:1                   |
| 1948      | Jadwiga Jędrzejowska Władysław Skonecki  | Gyuláné Erdődi Ottó Szigeti             | 4:6, 6:3, 6:3              |
| 1949      | Jadwiga Jędrzejowska Władysław Skonecki  | Olga Mišková Jiří Javorský              | 7:5, 6:3                   |
| 1950–1957 | mistrzostwa nie odbyły się               | mistrzostwa nie odbyły się              | mistrzostwa nie odbyły się |
| 1958      | Vera Pužejová Jiří Javorský              | Jadwiga Jędrzejowska Władysław Skonecki | 6:1, 5:7, 6:2              |
| 1959      | Patricia Ward Gerald Oakley              | Walerija Kuzmienko Michaił Mozier       | 6:0, 6:0                   |
| 1960      | nie rozegrano                            | nie rozegrano                           | nie rozegrano              |
| 1961      | Elizabeth Starkie Robin Sanders          | Zsuzsa Körmöczy István Gulyás           | 6:0, 6:2                   |
| 1962      | Jill Mills Alan Mills                    | Caroline Yates-Bell Michael Hann        | 6:2, 4:6, 6:3              |
| 1963      | nie rozegrano                            | nie rozegrano                           | nie rozegrano              |
| 1964      | Jadwiga Jędrzejowska Jean-Claude Barclay | Alison Stroud Mark Cox                  | 6:4, 7:5                   |
| 1965      | Judy Tegart Alan Fox                     | Rita Bentley Dick Dell                  | [ c ]                      |
| 1966      | Tiju Kiwi Peeter Lamp                    | Danuta Wieczorek Tadeusz Nowicki        | 6:4, 6:3                   |
| 1967      | Krystyna Żmijanka Wiesław Gąsiorek       | Danuta Rylska Rob Cadvallader           | 6:4, 6:3                   |
| 1968      | Danuta Wieczorek Phil Dent               | Lesley Hunt John Alexander              | 6:2, 6:4                   |
| 1969      | Tiju Kiwi Toomas Lejus                   | Odile de Roubin Bogdan Rogulski         | 7:5, 6:4                   |
| 1970      | Danuta Wieczorek Ants Juhwelt            | Odile de Roubin Adam Nowak              | 6:4, 7:5                   |
| 1971      | Olga Morozowa Aleksandre Metreweli       | Odile de Roubin Wanaro N’Godrella       | 6:3, 6:4                   |
| 1972      | Tiju Paarmas Toomas Lejus                | Danuta Wieczorek Jerzy Sonsalla         | 6:4, 6:2                   |
| 1973      | Danuta Wieczorek Jerzy Sonsalla          | Barbara Kral Tadeusz Nowicki            | 7:5, 1:6, 6:1              |
| 1974      | nie rozegrano                            | nie rozegrano                           | nie rozegrano              |
| 1975      | Danuta Wieczorek Jerzy Sonsalla          | Barbara Kral Thomas Emmrich             | 6:3, 3:6, 6:3              |
| 1976      | Barbara Olsza Thomas Emmrich             | Barbara Włochowicz Ljubomir Petrow      | 6:0, 6:1                   |
| 1977–1985 | nie rozegrano                            | nie rozegrano                           | nie rozegrano              |